# Archaeocyatha
Archaeocyatha is een stam (phylum) van uitgestorven dieren waarvan fossielen uitsluitend uit het Cambrium bekend zijn. Archaeocyatha zijn een sponsachtige en rifbouwende groep dieren, die in het Boven-Ediacarium verschenen als onderdeel van de Small-Shelly-fauna en stierven uit na het Onder-Cambrium. In het Onder-Cambrium waren zij de derde meest voorkomende groep dieren en zijn nu belangrijke leidende fossielen. Hun kalkachtige behuizingen zijn goed bewaard gebleven in fossiele brandstoffen. Ze zijn goed voor ongeveer vijf procent van de bekende soorten.

## Beschrijving
In het grootste deel van Europa zijn hun fossielen vrij zeldzaam, maar in Zuid-Zweden, Öland, de Baltische Staten, Marokko, Noord-Amerika, Siberië en Australië komen ze zeer vaak direct boven de bijna fossielvrije sedimenten uit het Onder-Cambrium voor. In Duitsland werden archeocyten gevonden in de eodiscidische leisteen in het Onder-Cambrium nabij Görlitz, Delitzsch en Torgau. In 2014 werden ook archeocyten ontdekt in het Frankenwald en vrijgelegd door het Beierse Staatskantoor voor het milieu. Fossielen op Sardinië zijn zo goed bewaard gebleven dat ze zijn verwerkt tot edelstenen. De poging om van de rode flaser-knolkalk, waarin de archeocyten voorkomen op Sardinië, natuursteentegels te produceren, werd stopgezet. Op de website van deze fabriek in Grugua (Fluminimaggiore) zijn deze fossielen te vinden in de gepolijste overblijfselen van tegels, ze komen uit de Nebida-formatie uit het Onder-Cambrium van Maloppalagen. De archeocyten leefden op een diepte van twintig tot vijftig meter in zee op carbonaatbodems en vormden ondiepe riffen. Algen, armpotigen en trilobieten evenals hyolithiden, stekelhuidigen en andere sponzen leefden ook in de archeocyatha-riffen.

## Kenmerken
Het waren in zee levende organismen met een kalkskelet in de vorm van een holle kegel, cilinder of een kelk met een fijnmazig geperforeerde wand en altijd met de opening naar boven. Deze groep is de oudst bekende waarvan aanwijsbaar is dat het een kalkskelet bevat. Lange tijd is deze groep gerekend tot de sponzen echter een spons bestaat uit een kolonie kleine afzonderlijke diertjes, Archaeocyatha is één enkel dier waarvan het lichaam met centrale organen zich in de voet bevond en een opening in het centrum van de kegel.
Ze hadden een trechtervormig tot tonvormig lichaam dat aan de ondergrond was vastgeplakt, dat werd onderverdeeld door radiaalstralige scheidingswanden of kamerscheidingswanden, de pseudosepta. Net als bij de hogere sponzen was de kalksteenstructuur hol. Archaeocyaten voedden zich door middel van filtratie. Water kwam binnen via de poreuze buitenwand, werd gefilterd en weer uitgescheiden via de centrale uitstroomopening. Het is onbekend of het watertransport actief was door trilhaartjes of puur fysiek.
De archeocyata waren solitair, sommige vormden ook kolonies. In de meeste gevallen was hun hoogte tussen acht en vijftien centimeter, de diameter van de centrale uitstroomopening was tussen één en twee centimeter. Het geslacht Okulitchicyathus, dat een golvende, platte schijf vormde, kon een diameter van zestig centimeter bereiken. Omdat ze nooit op een diepte van minder dan honderd meter zijn gevonden, leefden ze waarschijnlijk met fotosynthetische organismen vergelijkbaar met zooxanthellen. Vanwege hun brede verdeling wordt een planktonisch larvenstadium vermoed. Hun systematische positie is niet precies bekend. De oorzaak van hun uitsterven is onbekend.